# Płouszowice
Płouszowice – wieś w Polsce położona w województwie lubelskim, w powiecie lubelskim, w gminie Jastków.
W latach 1975–1998 miejscowość administracyjnie należała do ówczesnego województwa lubelskiego.
Wieś stanowi sołectwo gminy Jastków. Według Narodowego Spisu Powszechnego z roku 2011 wieś liczyła 269 mieszkańców.
Wierni Kościoła rzymskokatolickiego należą do parafii Najświętszej Maryi Panny Królowej Polski w Jastkowie lub do parafii Świętych Apostołów Piotra i Pawła w Tomaszowicach.

## Historia
Według Słownika geograficznego Królestwa Polskiego z roku 1887  Płouszowice w wieku XV stanowiły własność Piotra Firleja sędziego ziemskiego lubelskiego. U Jana Długosza wymienione są jako: Plonyschowycze – miejsce, gdzie „chowano”, czyli oprawiano plony. W wieku XVI występuje nazwa Plowuszewice. 
Jeszcze przed II w. ś. wieś miała nazwę Płonszowice. Źródła podają, że w 1878 roku Płouszowice zakupili baptyści z Zezulina i zasiedlili niemieckimi kolonistami. Dwór przeszedł również w ręce niemieckiego właściciela, z którym wiąże się legenda o straszącym duchu miejscowego chłopa zmasakrowanego przez porywczego dziedzica. Do faktu sprowadzenia niemieckich kolonistów z okolic Płouszowic sięgał Bolesław Prus pisząc „Placówkę”. Prawdopodobnie właśnie o płouszowickich kolonistach wspominał również w swoich „Pamiętnikach” Stefan Żeromski.
Koloniści niemieccy wznieśli tutaj zbór ewangelicki i w ramach  dobrosąsiedzkich stosunków współgospodarzyli razem z Polakami aż do roku 1940, kiedy to zostali przesiedleni w okolice Poznania.
W latach międzywojennych w sprzedanym przez nich budynku zboru powstała szkoła Podstawowa im. T. Kościuszki.
W szkole pracowali wspaniali ludzie, wielcy patrioci – państwo Wójtowiczowie. Pan Wójtowicz był legionistą i prowadził drużynę „Strzelca”, a w czasie II wojny światowej – jednym z komendantów AK. Między innymi dzięki niemu Płouszowice słynęły z aktywnej działalności partyzanckiej.